# 電気栽培

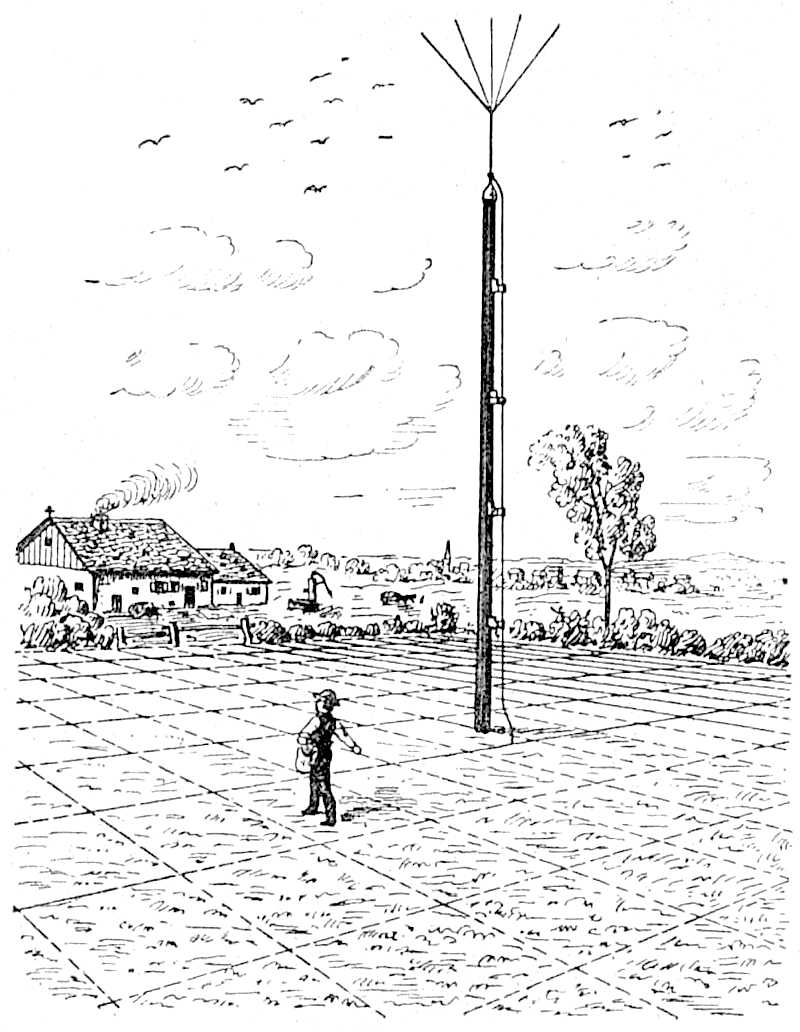
畑にアンテナを立てた電気栽培を描いたイラスト（1893年）

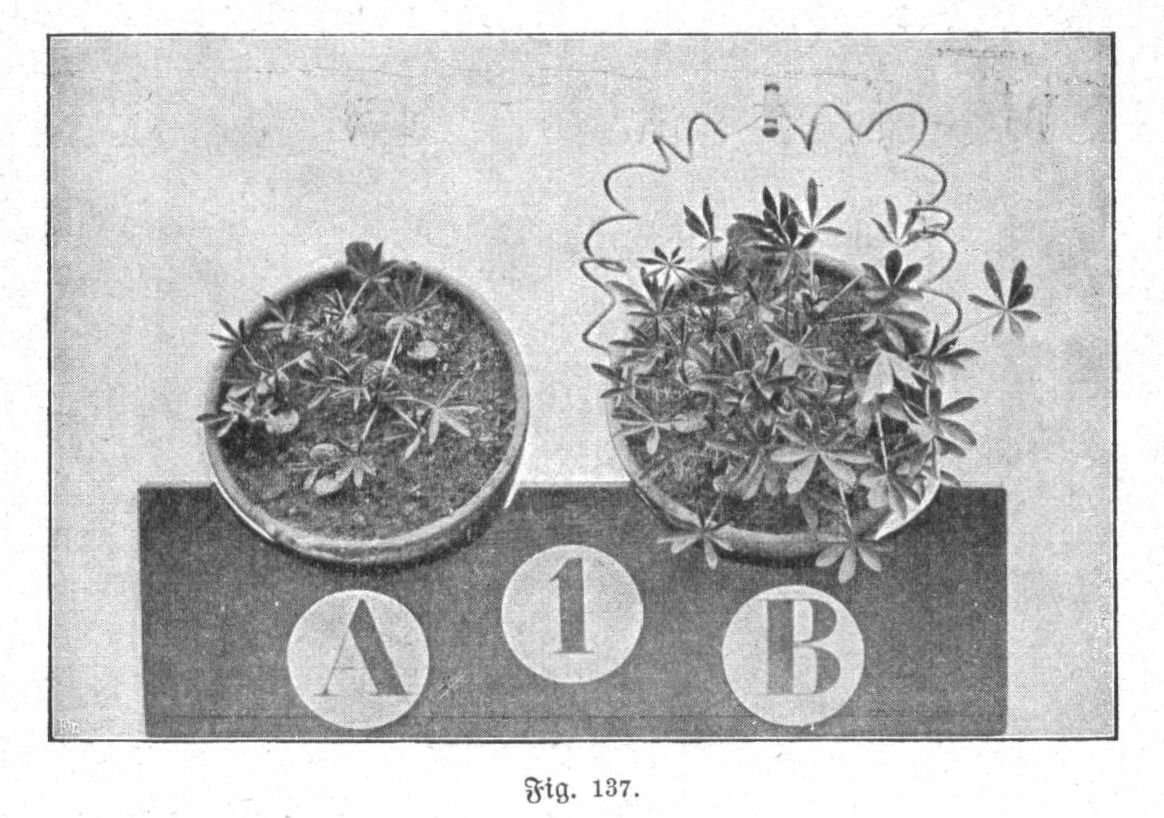
電気栽培の有効報告。ウォルター ハンツシェルの1906年の論文より。

電気栽培（でんきさいばい）、エレクトロカルチャー（ドイツ語: elektrokultur）とは、大気中の電気を地中に誘導することにより、農作物の収量を増加させようという研究。
19世紀から20世紀にかけて非常に人気があった研究テーマであったが、電気生理学の発達、農芸化学による農薬や肥料の進歩によって姿を消していった。
21世紀になると、化学物質を用いない有機農法の観点から着目されているが、多かれ少なかれ経験的な方法でのみ語られており、多くの科学者からは疑似科学と考えられている。
菊の電照栽培やLEDを用いた工場栽培とは異なる。

## 歴史
18世紀中盤には、帯電した電極の上では植物の発芽や生長が促進されるようになったという報告があった。また、空気イオンが発見されたことにより、空中の電気が生物におよぼす影響の研究は飛躍的に進むことになった。
フィンランドのセリム・レムストロームは、地中への放電を行うことによってオオムギ、コムギ、ライムギ、イチゴ、エンドウマメ、ニンジン、ジャガイモ、サトウダイコンといった農作物において10数パーセントから数十パーセントの増収が認められ、肥沃土においては45パーセント以上の増収が認められたという実験報告を行い、静電気現象を用いた「電気栽培」を提唱した。また、レムストロームは日照の激しいときには逆に放電が有害であるとも報告している。
1910年代から1920年代にかけてのイギリスでは、「電気栽培委員会（Electro-Culture Committee）」のバーノン・ハーバート・ブラックマン（Vernon Herbert Blackman、1872年 - 1967年）が中心となって高圧放電を土中に行ってエンバク、オオムギ、コムギなどの収穫量を調査し、平均で20パーセントの増収があったとの報告を行っている。
日本においても、1920年代に渋沢元治と柴田桂太らが電気栽培に着目し、ソバ、タバコ、カラスムギ、トウモロコシなどでの成長促進効果を1927年の電気学会誌に「植物の生長に對する電氣の影響に関する研究」の題で発表報告しているほか、直流電圧を流した場合には20パーセント前後の増収があったことを報告している。
一方、アメリカ合衆国からは、10キロボルト/メートルの電界を与えた架空線の下の作物に増収が認められないという、電気栽培による増収が確認されなかった報告も多数されるなど、相矛盾する報告がされている。これは、実験手法や植物の栽培条件の違いが要因と推測される。
1960年代以降に入ると、再び電気刺激による植物の生長促進効果が着目されるようになった。これには、電力需要が増加したことで高電圧の架空送電線が計画されるようになり、送電線を含めた電力設備による環境への影響が問題視されるようになったことも理由に挙げられる。一例として、1970年代のアメリカ合衆国ではニューヨーク州で送電線建設に対する反対運動などいくつか反対運動が発生した結果、送電線建設に伴う送電線から電気的なものが周辺の環境にどのような影響を与えるか、特に生態系、農作物、放牧家畜や樹木などへの影響を明らかにする研究が必要になってきたためでもある。
アメリカ・ペンシルバニア大学のLawrence E. Murrは、実験室内に植物体の上部に設けたアルミ板の電極に加える電界の強さを人為的に変えられる設備を作って、植物の成長に対する効果を調べた結果、植物の生育への効果には、電界で見ると一定の強度以下で現れ、電界がある一定以上の強度になると、生育へのプラスの効果よりも生育を阻害することを指摘した。この実験によって、Murrは致死電気屈極性（Lethal Electrotropism）という概念を提唱した。
以前からの直流電界だけではなく、空気イオンを考慮し、静電気現象を利用した野菜や穀物の生長促進による増収を意図した研究が行われるようになった。
直流電界の実験室内での実験では、植物の処理、温度、水分含有量などでも結果が異なり、判定基準も曖昧であることや効果が小さいことから、実用性はないものと判断された。圃場単位での実験では生育促進効果は確認できるものの、気象条件などの影響は大きく、効果が電気的要因のみとの判断は難しいままであった。
電気工学の範疇で言えば、こういった研究の一環で、交流の高電界に植物をさらすと、葉先からコロナ放電が生じ、コロナ放電によって生じる植物の損傷の程度と、損傷が見られる電界の強さとに植物の形状や葉先の様子などが影響していることが報告され、針対平板電極構造で高電圧と植物体が対面している構造を模擬することで、 絶縁破壊によって植物での損傷が発生する電界の強さの予測ができることが明らかになるなどの功績もあった。
1998年10月にはスペースシャトル・ディスカバリー（STS-95）において、宇宙空間でシロイヌナズナ、マメ、トウモロコシなどの植物の根に電界をかけたときの成長を明らかにする実験が向井千秋によって行われた。この実験では、植物の根が伸びる伸長率が50パーセント増え、電界に対する感受性は3倍以上に増大した。植物の根の内外には定常的な膜電位が形成されていて地上では根の先端に近い若い細胞群の伸張が抑制されるのだが、微小重力の宇宙空間では電界に依存する伸張抑制が解除されると共に、電界への感受性が異常に高くなったとものと推測される。
2009年10月27日の朝日新聞夕刊において岩手大学工学部電気電子工学科グループによる「高圧電流をかけてキノコの生育を活性化させ、収量を増やす研究」が報じられた。この新聞記事を読んだあるエッセイストが、同年10月31日付の別の新聞の夕刊コラムにおいて、プルタルコスの『食卓歓談集』に「松露というきのこは雷が鳴ると生える」と記載があるのを紹介した。同年11月15日にはテレビ番組で、雷とキノコの関連性が紹介されるとともに、番組の中でキノコを使ったパスタ料理を紹介している際に、番組出演者がシイタケに高電圧を加えると良く生育することを雷と結び付けて紹介した。